# Y a erreur !
Pour plus de détails, voir Fiche technique et Distribution.
Y a erreur ! (Wrong Again)  est un film américain de Leo McCarey, sorti en 1929.

## Synopsis
Nos deux compères travaillent dans une écurie. Ils apprennent qu'une forte récompense est promise à celui qui rapportera à son propriétaire Blue Boy. C'est justement le nom du cheval dont ils ont la charge. En fait, Blue Boy est un tableau de Gainsborough. Alléchés par la prime, Laurel et Hardy décident de ramener l'animal au millionnaire…

## Fiche technique
- Titre original : Wrong Again
- Titre français : Y a erreur !
- Réalisation : Leo McCarey
- Assistant réalisateur : Lewis R. Foster et Lloyd French
- Scénario : Lewis R. Foster, Leo McCarey et H.M. Walker
- Photographie : Jack Roach et George Stevens
- Montage : Richard C. Currier
- Département des arts : Theodore Driscoll, Duncan et Morey Lightfoot
- Producteur : Hal Roach
- Société de production : Hal Roach Studios
- Société de distribution : Metro-Goldwyn-Mayer (MGM)
- Pays de production :  États-Unis
- Langue : Anglais
- Format : 1,20:1, 35 mm, noir et blanc
- Durée : 20 minutes
- Date de sortie : 23 février 1929

## Distribution
- Stan Laurel : Stan
- Oliver Hardy : Ollie

Reste de la distribution non créditée :
- Harry Bernard : le policier
- Josephine Crowell
- William Gillespie : le cavalier
- Charlie Hall : le voisin
- Dell Henderson : le propriétaire du tableau
- Jack Hill : l'homme sur le chariot
- Fred Holmes : le garçon d'écurie
- Fred Kelsey
- Sam Lufkin : Sullivan
- Anders Randolf :